# James Neilson
James D. Neilson (Shreveport, Louisiana, 1 d'octubre de 1909 - Flagstaff, Arizona, 9 de desembre de 1979) va ser un director de televisió estatunidenc, conegut pel seu treball a Walt Disney's Wonderful World of Color.

## Direcció
Durant les dècades del 1950, 1960, i 1970, Neilson va dirigir uns 100 episodis de televisió, inclosos molts episodis de sèries dramàtiques com Adam-12, Ironside, Walt Disney's Wonderful World, Bonanza, Batman, Zorro, The Rifleman, Alfred Hitchcock Presents, i altres.
Entre els telefilms dirigits per Neilson hi ha Dr. Syn, Alias the Scarecrow, The Moon-Spinners, Gentle Giant, Bon Voyage!, The First Time, Where Angels Go, Trouble Follows, i Moon Pilot.
La direcció de Neilson fou nominada als Premis Emmy de 1959 per General Electric Theater.

## Altres treballs
A més de direcció, la filmografia de Neilson inclou alguns guions per a Wonderful World of Disney (1970), i fins i tot com a actor a Perry Mason (1961).